# U-969
El submarí alemany U-969 va ser un submarí tipus VIIC construït per a la Kriegsmarine de l'Alemanya nazi per al servei durant la Segona Guerra Mundial. Se li va col·locar la quilla el 29 de maig de 1942 a Blohm & Voss, Hamburg amb número de drassana 169, avarat l'11 de febrer de 1943 i posat en servei el 24 de març de 1943 sota el leutnant zur See Max Dobbert.

## Disseny
Els submarins alemanys de tipus VIIC van ser precedits pels submarins de tipus VIIB més curts. L'U-652 tenia un desplaçament de 769 tones (757 tones llargues) quan estava a la superfície i de 871 tones (857 tones llargues) mentre estava submergit. Tenia una longitud total de 67,10 m (220 peus 2 polzades), una longitud del casc a pressió de 50,50 m (165 peus 8 polzades), una mànega de 6,20 m (20 peus 4 polzades), una alçada de 9,60 m (31 peus 6 polzades) i un calat de 4,74 m (15 peus 7 polzades). El submarí estava propulsat per dos motors dièsel sobrealimentats de sis cilindres i quatre temps Germaniawerft F46, produint un total de 2.800 a 3.200 cavalls de potència (2.060 a 2.350 kW; 2.760 a 3.160 shp) per al seu ús a la superfície, dos motors elèctrics de doble efecte Brown, Boveri & Cie GG UB 720/8 que produïen un total de 750 cavalls de potència (75500 kW); shp) per utilitzar-lo submergit. Tenia dos eixos i dues hèlixs d'1,23 m (4 peus). El vaixell era capaç d'operar a profunditats de fins a 230 metres (750 peus).
El submarí tenia una velocitat màxima en superfície de 17,7 nusos (32,8 km/h; 20,4 mph) i una velocitat màxima submergida de 7,6 nusos (14,1 km/h; 8,7 mph). Quan estava submergit, el vaixell podia operar durant 80 milles nàutiques (150 km; 92 milles) a 4 nusos (7,4 km/h; 4,6 mph); mentre que a la superfície podia viatjar 8.500 milles nàutiques (15.700 km; 9.800 milles) a 10 nusos (19 km/h; 12 mph).
L'U-616 estava equipat amb cinc tubs de torpedes de 53,3 cm (21 polzades) (quatre muntats a la proa i un a la popa), catorze torpedes, un canó naval SK C/35 de 8,8cm (3,46 polzades), 220 projectils i un canó antiaeri C/30 de 2 cm (0,79 polzades). El vaixell tenia una tripulació de d'entre 44 i 60 oficials i mariners.

## Historial de servei
La carrera del vaixell va començar amb l'entrenament a la 5a Flotilla d'U-boat el 24 de març de 1943, seguida del servei actiu l'1 d'octubre de 1943 com a part de la 7a Flotilla durant els propers cinc mesos. Es va traslladar a la 29a Flotilla, l'1 de març de 1944, amb base a La Spezia, per a operacions a la Mediterrània.

### Llopades
L'U-969 va participar en set llopades, a saber:
- Siegfried (22-27 d'octubre de 1943)
- Siegfried 1 (27-30 d'octubre de 1943)
- Körner (30 d'octubre - 2 de novembre de 1943)
- Tirpitz 2 (2-8 de novembre de 1943)
- Eisenhart 3 (9-15 de novembre de 1943)
- Schill 2 (17-22 de novembre de 1943)
- Weddigen (22 de novembre - 4 de desembre de 1943)

### Destí
L'U-969 va ser enfonsat el 6 d'agost de 1944 al port militar de Toló a la posició 43° 07′ N, 05° 55′ E / 43.117°N,5.917°E en un atac aeri de bombarders Liberator estatunidencs .

## Historial d'atacs
| Data                 | Nom               | Nationalitat | Tonatge (GRT) | Destí        |
| -------------------- | ----------------- | ------------ | ------------- | ------------ |
| 22 de febrer de 1944 | George Cleeve     | Estats Units | 7,176         | Pèrdua total |
| 22 de febrer de 1944 | Peter Skene Ogden | Estats Units | 7,176         | Pèrdua total |